# Wenzel von Cleen
Wenzel von Cleen (genannt ab 1425; † 1474) war ein Mitglied des Geschlechts derer von Cleen und 1445–1455 Stadtschultheiß von Frankfurt.

## Familie
Wenzel (IV.) von Cleen war mit Irmel von Praunheim-Sachsenhausen, Tochter Friedrichs II. von Praunheim-Sachsenhausen, verheiratet. Irmel wurde Erbtochter, nachdem sowohl ihr Vater († 1420) als auch ihr Onkel, Rudolf IV. von Praunheim-Sachsenhausen († 1426), als letzte männliche Glieder des Familienzweigs der Reichsschultheißen der Familie von Praunheim gestorben waren. Wenzel und Irmel hatten mindestens fünf namentlich bekannte Kinder:
- Gottfried († 1498), Amtmann in Darmstadt, heiratete Margarete Echter von Mespelbrunn
- Wenzel
- Dietrich († 1531), 1489–1515 Landkomtur der Deutschordensballei Hessen, 1515–1526 Deutschmeister
- Friedrich
- Margarete, heiratete 1453 Philipp Groschlag von Dieburg

## Praunheimer Reichslehen
Nachdem Irmels Vater Friedrich II. von Praunheim-Sachsenhausen 1420 gestorben war, begab sich sein Bruder Rudolf IV. zum Reichstag in Breslau und ließ sich dort vom römisch-deutschen König Sigismund die Reichslehen, die seine Familie innehatte, erneut verleihen. Da er ohne Nachkommen war und seine erbberechtigten Geschwister ausschließlich Töchter zeugten, ließ sich Peter Wacker, Protonotar des Königs, vom König die Anwartschaft auf die Praunheim-Sachsenhauser Reichslehen übertragen. Da aber nicht klar war, ob es sich um Mannlehen handelte, oder auch Töchter erben konnten, war der Erbstreit vorprogrammiert.
Nach dem Tod Rudolfs IV. im Jahre 1426 erbat der spätere Kaiser sowohl von der Burgmannschaft der Burg Rödelheim als auch von der Reichsburg Friedberg Auskunft darüber, wie die Rechtslage sei, damit er Recht sprechen könne. Dieser Streit, zunächst nur zwischen Wenzel von Cleen und Peter Wacker geführt, beförderte aber auch das Verlangen der Kinder der Christine von Ingelheim, einer Schwester Rudolfs IV., nach dem Erbe. König Sigismund stellte sich auf die Seite von Peter Wacker, verwarf alle Forderungen der (potentiellen) Erben und beauftragte 1429 Graf Philipp I. von Katzenelnbogen mit der Vollstreckung des königlichen Urteils. Die aber misslang. So kam es zu einem zweiten Prozess noch vor 1431, aber mit gleichem Ausgang und gleichem Misserfolg beim Vollstrecken. Der Prozess wurde fortgesetzt. 1433 kam es dann zu einem Urteil, das die Ansprüche Peter Wackers abwies und die Ansprüche der Schwiegersöhne Friedrichs II. und Rudolfs IV. bestätigte: Wenzel von Cleen und Wilhelm von Ingelheim. 1434 konnten sie das Erbe endgültig antreten, die Belehnung beider mit den Reichslehen erfolgte allerdings erst 1440.

## Politik
Aufgrund dieser Rechtsnachfolge in die Reichslehen, den Kernbesitz der Herren von Praunheim, wurde Wenzel von Cleen, in Tradition der Familie seines Schwiegervaters, 1445–1455 auch Stadtschultheiß von Frankfurt. Um dies zu erreichen, verkaufte er 1441 die ehemals praunheimischen Anteile an der Burg Rödelheim an den Rat der Stadt Frankfurt. Ein weiterer Erfolg für ihn war, dass es ihm 1465, nach dem Tod Wilhelms von Ingelheim, gelang, sich in den Besitz des gesamten Bestandes der ehemals Praunheim-Sachsenhäuser Reichslehen zu setzen. Wenzel war Mitglied der Gesellschaft mit dem Esel.